# 日洛賓區
日洛賓區是白俄羅斯東南部戈梅利州的一個區，行政中心為日洛賓，面積2,110.77平方公里，2009年人口104,871，人口密度每平方公里49.94人。